# Banjagondanahalli, Holalkere
Banjagondanahalli là một làng thuộc tehsil Holalkere, huyện Chitradurga, bang Karnataka, Ấn Độ.